# Gà đồng cỏ Attwater
Gà đồng cỏ Attwater (Danh pháp khoa học: Tympanuchus cupido attwateri) là một phân loài của loài gà đồng cỏ Tympanuchus cupido phân bố ở vùng thuộc bang Texas và Louisiana của Mỹ. Hiện nay, đang được bảo vệ như động vật có nguy cơ tuyệt chủng, nhất là tại bang Texas.

## Đặc điểm

### Mô tả
Gà đồng cỏ Attwater Tympanuchus cupido attwateri thuộc các loại gà sống trên thảo nguyên Bắc Mỹ. Chúng có hình dáng quái dị và kỳ lạ trong họ gà. Phần thân trên sọc đen và những sọc trắng, phần thân dưới có màu hơi trắng và có những sọc đen, viền trên mắt màu vàng sáng. Đặc biệt, chúng có hai túm lông trên hai bên đầu và có hai cái túi da màu vàng cam ở hai bên cổ.
Đuôi ngắn và tròn; chân ngắn và mạnh giúp chúng chạy nhanh. Thân hình loại gà này dài trung bình khoảng 43 cm, nặng trung bình khoảng 0,9 kg. Gà trống và gà mái trông giống nhau, nhưng đuôi của gà mái không có lông và túi da ở cổ gà mái nhỏ hơn túi da ở cổ gà trống.

### Tập tính

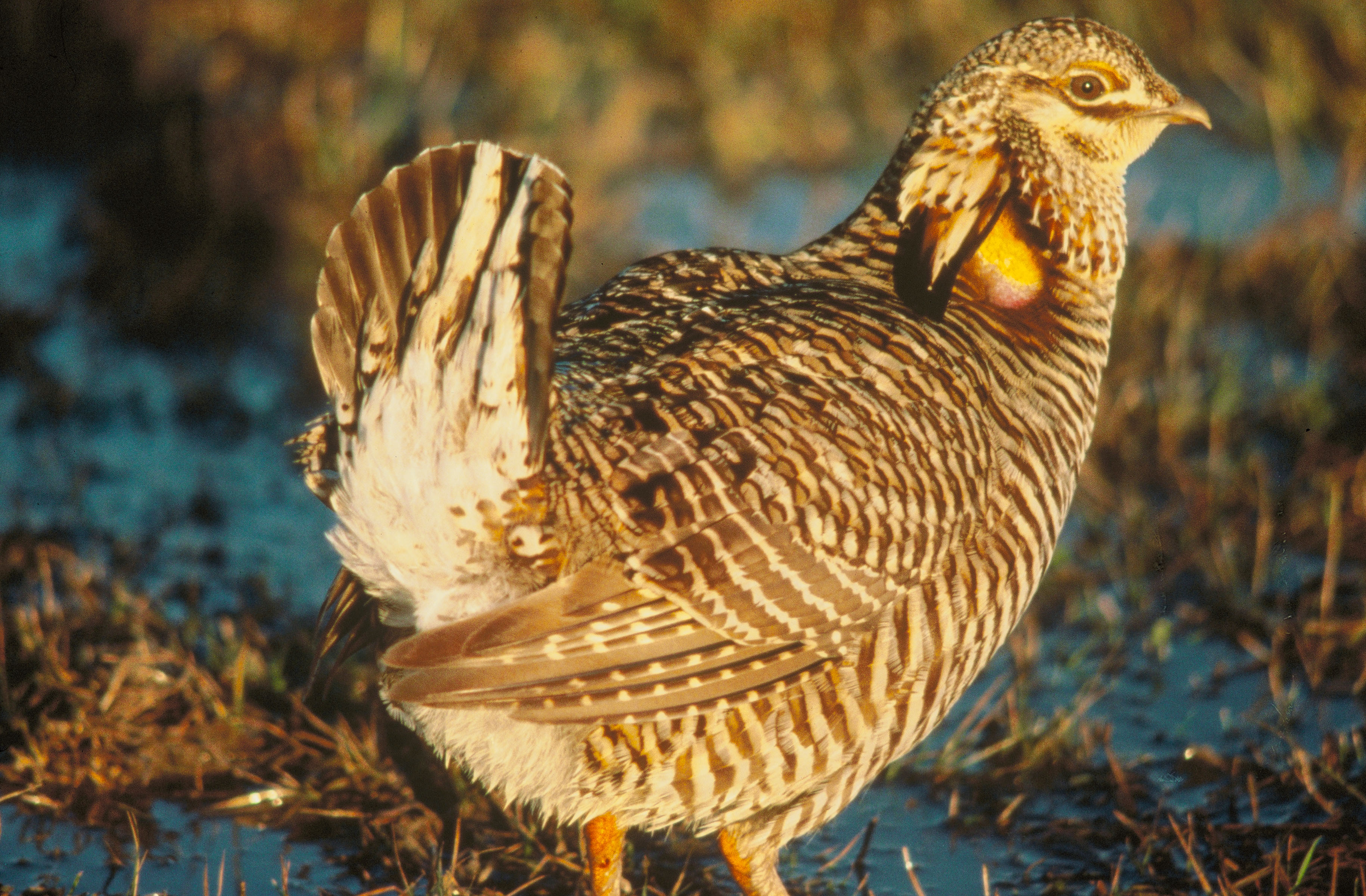
Một con gà mái

Chúng ăn hạt, chồi non, quả mọng, lá và một số côn trùng - chủ yếu là châu chấu. Về mùa đông chúng chủ yếu ăn cỏ, về mùa hè chúng ăn nhiều côn trùng hơn. Tuy là chim xứ lạnh nhưng suốt đời chúng không bay đi di trú. Nếu cần thiết, chúng có thể bay đi nhiều dặm kiếm ăn rồi trở về nơi ở cũ.
Gà thường chỉ kiếm ăn vào tờ mờ sáng và cuối buổi chiều. Buổi trưa chúng trở nên lười nhác. Chúng dùng thời gian buổi trưa để sưởi ấm trong những ngày trời lạnh, và nghỉ ngơi trong bóng râm vào những ngày nắng nóng. Chúng đậu ngủ lúc trời chạng vạng tối và bắt đầu một ngày hoạt động mới vào lúc rạng đông.

### Sinh sản
Mùa sinh sản của gà đồng cỏ bắt đầu từ đầu xuân kéo dài đến tháng sáu. Vào tháng ba, lúc sáng tinh mơ hay chiều tối, những gà trống tụ tập đến những khu vực nhất định nào đó, thường ở trên đồi cao, để chiến đấu với nhau. Gà trống múa, gáy và đá nhau để phân chia chỗ. Lông đầu chúng phùng ra, túi da trên cổ cùng cánh và đuôi phồng ra, viền trên mắt mở to, chúng giậm chân và gáy vang. Gà trống mạnh hơn sẽ chiếm khu vực rộng hơn và gần trung tâm hơn. Lúc sau những con gà mái tụ tập đến đó và giao phối diễn ra.
Gà mái làm tổ trên mặt đất ở những nơi nhiều cỏ, nó bới đất thành một cái lỗ, rồi lót tổ bằng lá, cỏ và lông tơ. Tổ có hình đĩa, trông đơn sơ, đường kính khoảng 18 cm và sâu khoảng 5–8 cm. Gá mái đẻ từ 7-17 trứng và ấp trứng trong khoảng thời gian từ 23-24 ngày. Gà con có thể rời tổ một thời gian ngắn sau khi nở. Gà con được gà mẹ chăm sóc chỉ sau 1-2 tuần chúng có thể bay được. Lúc này gà con lại ít ăn thực vật, thức ăn của chúng chủ yếu là côn trùng.

## Bảo tồn

### Nguy cơ
Loại gà thảo nguyên này chỉ thích sống ở nơi rộng lớn có nhiều loại cỏ cao, chúng phân bố chủ yếu ở Bắc Mỹ. Tuy nhiên, hiện nay loại gà hình dáng kỳ quái này ngày càng hiếm dần. Số lượng loài này giảm xuống nhanh chóng do môi trường sống của chúng bị con người lấn dần. Gia súc tranh giành thức ăn với chúng, các nhà chức trách lo ngại một ngày nào đó loài gà đẹp và lạ mắt này sẽ không còn nữa. Trong thiên nhiên, chó sói đồng cỏ, cáo, lửng, mèo đồng cỏ thường bắt loại gà này để ăn thịt. Tổ gà lại thường bị chồn hôi, sóc đất, lợn lòi tấn công, phá hoại.

### Chương trình
Chúng được nhiều nơi nuôi nấng kỹ lưỡng như ở các sở thú của bang Texas. Chương tình Bảo tồn dự trữ của Bộ Nông nghiệp Hoa Kỳ đang cố gắng bảo tồn loại gà đặc biệt này. Các nông dân đồng ý tham gia chương trình bảo tồn này đã tự nguyện trồng những loại cây cỏ thích hợp cho gà đồng cỏ trên những cánh đồng của mình, hay tham gia trồng cỏ ở ven rìa các cánh đồng hoặc ven bở những con kênh để tạo ra chỗ tự nhiên cho chúng.